# Szlovénia a 2011-es nyári universiadén
Szlovénia a kínai Sencsenban megrendezett 2011. évi nyári universiade egyik részt vevő nemzete volt.
Az egyetemi és főiskolai sportolók világméretű seregszemléjén hat sportágban 37 szlovén sportoló vett részt.

## Érmesek
| Érem  | Versenyző  | Versenyszám | Versenyszám | Dátum         |
| ----- | ---------- | ----------- | ----------- | ------------- |
| Ezüst | Tina Šutej | atlétika    | rúdugrás    | augusztus 19. |

## A szlovén résztvevők listája

### Atlétika
| Versenyző        | Születési év | Felsőoktatási tanintézet |
| ---------------- | ------------ | ------------------------ |
| Tadej Hribar     | 1987         | Zaris                    |
| Gregor Kokalović | 1986         | University of Ljubljana  |
| Mitja Krevs      | 1989         | University of Ljubljana  |
| Marko Macuh      | 1987         | University of Ljubljana  |
| Andrej Poljanec  | 1989         | University of Ljubljana  |
| Jure Šivic       | 1986         | University of Ljubljana  |
| Vid Jakob Tršan  | 1987         | University of Ljubljana  |
| Nika Barundič    | 1989         | University of Primorska  |
| Bernarda Letnar  | 1989         | University of Ljubljana  |
| Liona Rebernik   | 1991         | University of Maribor    |
| Sara Strajnar    | 1989         | University of Ljubljana  |
| Ana Sušec        | 1985         | University of Ljubljana  |
| Tina Šutej       | 1988         | University of Arkansas   |
| Jerneja Writzl   | 1985         | University of Ljubljana  |

### Cselgáncs
| Versenyző     | Születési év | Felsőoktatási tanintézet |
| ------------- | ------------ | ------------------------ |
| Uroš Kavčič   | 1991         | University of Maribor    |
| Matej Rotvajn | 1986         | University of Maribor    |

### Íjászat
| Versenyző            | Születési év | Felsőoktatási tanintézet |
| -------------------- | ------------ | ------------------------ |
| Den Habjan Malavašič | 1992         | Gymnasium Domžale        |
| Brina Božič          | 1992         | Gymnasium Koper          |
| Aja Janežič          | 1993         | Gymnasium Ledina         |
| Najka Tomat          | 1991         | University of Ljubljana  |
| Ana Umer             | 1990         | University of Primorska  |

### Sportlövészet
| Versenyző        | Születési év | Felsőoktatási tanintézet |
| ---------------- | ------------ | ------------------------ |
| Željko Moičevič  | 1984         | SEPS                     |
| Klemen Tomaševič | 1987         | University of Ljubljana  |

### Szertorna
| Versenyző            | Születési év | Felsőoktatási tanintézet |
| -------------------- | ------------ | ------------------------ |
| Sašo Bertoncelj      | 1984         | University of Maribor    |
| Žiga Britovšek       | 1989         | European centre Maribor  |
| Alen Dimic           | 1984         | Emona efekta             |
| Rok Klavora          | 1988         | ČAS                      |
| Andraž Lamut         | 1987         | University of Ljubljana  |
| Saša Golob           | 1991         | University of Ljubljana  |
| Carmen Astrid Horvat | 1987         | University of Maribor    |
| Ivana Kamnikar       | 1993         | Gymnasium Ledina         |
| Tjaša Kysselef       | 1993         | SMGŠ                     |
| Tina Ribič           | 1988         | University of Ljubljana  |
| Adela Šajn           | 1990         | University of Ljubljana  |

### Úszás
| Versenyző       | Születési év | Felsőoktatási tanintézet |
| --------------- | ------------ | ------------------------ |
| Toni Valčič     | 1989         | University of Ljubljana  |
| Robert Vovk     | 1981         | University of Primorska  |
| Nika Kozamernik | 1987         | University of Ljubljana  |